# Andrena compositarum
Andrena compositarum är en biart som beskrevs av Thorp och Laberge 2005. Andrena compositarum ingår i släktet sandbin, och familjen grävbin. Inga underarter finns listade i Catalogue of Life.